# Tricyphona (Tricyphona) hannai
Tricyphona (Tricyphona) hannai is een tweevleugelige uit de familie Pediciidae. De soort komt voor in het Nearctisch gebied.